# Vladimir Rasate
Vladimir Rasate (bolgarsko Владимир Расате, Vladimir Rasate)  je bil sin kneza Borisa I. in od leta 889 do 893 bolgarski vladar, * okrog 850, † po 893.

## Življenje
Leta 853 ali  854 je bolgarska vojska pod Vladimirjevim poveljstvom napadla Srbijo, da bi se maščevala za težak poraz kana Presijana v vojni s srbskim knezom Vlastimirjem leta 839-842. Srbi pod poveljstvom Mutimirja Vlastimirovića in njegovih bratov Strojimirja in Gojnika so porazili Bolgare in ujeli Vladimirja in 12 bojarjev. Boris I. in Mutimir sta zatem sklenila mir ali celo zavezništvo.  Mutimirjeva sinova Pribislav in Štefan sta ujetnike spremila do bolgarske meje, kjer sta jih v znak miru osvobodila. Boris ju je »bogato obdaril«, sam pa je za darilo dobil po dva sužnja, sokola in psa in 80 krzen.
Vladimir je postal knez po očetovi spreobrnitvi v krščansko vero in umiku v samostan leta 889. Boris I. se je preimenoval v Mihaela in obdržal pečatni prstan z napisom »Mihael Menih, arhont Bolgarov«, kar kaže, da se v resnici nikoli ni povsem odrekel svoji oblasti. 
Vladimir Rasate je bil Borisov najstarejši sin in morda edini rojeni pred njegovim krstom. Po pisanju Konstantina VII. Porfirogeneta v De administrando imperio se je Vladimir udeležil bolgarskega pohoda na Srbijo pred pokristjanjenjem Bolgarije, sicer pa je o njegovem življenju zelo malo podatkov. Znano je, da je leta 892 sklenil vojaško zvezo z vzhodnofrankovskim (nemškim) kraljem  Arnulfom Koroškim proti Velikomoravski, ki je z bizantinskega stališča pomenila nepošteno zvezo proti Konstantinoplu. Vladimirjeva poteza je resno odstopala  od očetove probizantinske politike.
Vladimir je znan zlasti po svojih poskusih odprave krščanstva v Bolgariji in ponovni uvedbi poganstva. Ta dogajanja opisuje  Konstantin Preslavski v Poučnem evangeliju. Vladimir je začel uničevati krščanska svetišča in preganjati duhovščino, ker jo je imel za orodje za širjenje bizantinskega vpliva v Bolgarskem cesarstvu. Njegova dejanja niso naletela na podporo podložnikov in aristokracije. Podpiralo ga je samo nekaj bojarjev. Boris I. je zato leta 893 izstopil iz samostana in sina odstavil, ga oslepil in vrgel v ječo, kjer se je za njim izgubila vsaka sled. 
Boris I. je po zatrtju Vladimirjevega  upora proti krščanstvu na cerkvenem zboru v Preslavu za svojega naslednika imenoval svojega tretjega sina Simeona.